# Сенат Олий Мажлиса
Сенат Олий Мажлиса Республики Узбекистан (узб. O‘zbekiston Respublikasi Oliy Majlisining Senati) — верхняя палата парламента Узбекистана, является палатой территориального представительства и состоит из 65 сенаторов.
Сенат был образован согласно Конституционным законам Узбекистана от 4 апреля 2002 года № 350-II «Об итогах референдума и основных принципах организации государственной власти» и от 12 декабря 2002 года № 432-II «О Сенате Олий Мажлиса Республики Узбекистан» на основании итогов референдума от 27 января 2002 года «Об образовании двухпалатного парламента и изменении конституционного срока полномочий Президента Республики Узбекистан».

## Порядок деятельности и полномочия
Порядок деятельности Сената и его полномочия определяются Конституцией и Законом «О Сенате Олий Мажлиса Республики Узбекистан». Совместно с Законодательной палатой в ведении Сената находится: принятие и изменение Конституции и конституционных законов, решений по проведению референдума и назначение даты его проведения, определение внутренней и внешней политики государства и программ его стратегического развития, определение системы и полномочий органов законодательной, исполнительной и судебной ветвей власти, принятие государственного бюджета и контроль над его исполнением, регулирование таможенного, налогового и валютного законодательства, принятия решений об изменении государственных границ и административно-территориального устройства страны, учреждение государственных наград и званий, ратификация и денонсация международных договоров.
К исключительным полномочиям Сената относятся: избрание по представлению Президента — членов Конституционного суда, Верховного суда, Высшего хозяйственного суда, назначение и освобождение по представлению Президента — Генерального прокурора, председателя Службы национальной безопасности, председателя Государственного комитета по охране природы, председателя Правления Центрального банка и дипломатических представителей в иностранных государствах.
Срок полномочий Сената Олий Мажлиса Республики Узбекистан — пять лет. Заседания Сената проводятся по мере необходимости, раздельно от Законодательной палаты, но не реже трех раз в год.
Сенат может быть распущен Президентом, кроме периодов действия чрезвычайного положения, по согласованию с Конституционным судом, при возникновении непреодолимых разногласий, как внутри Сената, так и между Законодательной палатой и Сенатом, если эти разногласия ставят под угрозу нормальное функционирование Олий Мажлиса Республики Узбекистан, в этом случае новые выборы в Сенат должны быть проведены в течение трех месяцев.

## Порядок избрания и состав
Члены Сената — четыре представителя от Республики Каракалпакстан избираются тайным голосованием из депутатов Жокаргы Кенеса, по четыре человека из областей республики и города Ташкента тайным голосованием из числа депутатов представительных органов областей и городов.
Девять членов Сената назначаются Президентом из числа наиболее авторитетных граждан, имеющих большой практический опыт и особые заслуги в области науки, искусства, литературы, производства и других сферах государственной и общественной деятельности.
Членом Сената может быть гражданин Узбекистана, достигший ко дню выборов двадцати пяти лет и постоянно проживающий на территории страны не менее пяти лет. Одно и то же лицо не может быть одновременно членом Сената и депутатом Законодательной палаты.
Право пожизненного исполнения должности сенатора имеет Президент, ушедший в отставку, по истечении своих полномочий.
Председатель Сената по представлению Президента избирается тайным голосованием большинством голосов на срок полномочий Сената. Председатель осуществляет общее руководство Сенатом и координирует деятельность его комитетов.
В случае невозможности исполнения действующим Президентом своих обязанностей, его обязанности и полномочия временно возлагаются на Председателя Сената, с проведением в течение трех месяцев выборов Президента страны.
Председатель может быть досрочно отозван по решению Сената, принятому тайным голосованием более чем двумя третями голосов от общего числа сенаторов.

## Кенгаш Сената
Кенгаш Сената является органом, координирующим работу комитетов Сената, подготавливающим предложения по повестке дня, и предварительное рассмотрение вынесенных Законодательной палатой законов. Кенгаш Сената осуществляет свою деятельность по мере необходимости между заседаниями Сената.
Кенгаш Сената состоит из Председателя Сената, его заместителей и председателей комитетов. Решения Кенгаша Сената принимаются большинством голосов от общего числа его членов.